# Губайдуллин, Газиз Салихович
Газиз Салихович Губайдуллин (тат. Газиз Салих улы Гобәйдуллин, азерб. Qazis (Əziz) Salih oğlu Qubaydullin; 15 (27) июня 1887 — 13 октября 1937) — татарский историк, востоковед, писатель и архивист. Жертва сталинских репрессий.

## Биография
Родился 15 (27) июня 1887 года в Казани. Его отец был успешным предпринимателем.
Окончил медресе «Халидия». В молодости увлекался идеями реформирования ислама, входил в объединение шакирдов, которое выступало за реформу исламского образования, на деньги отца финансировал газету джадидистского направления «Эль-ислах». Увлечения Газиза, а также его намерения продолжить образование встретили непонимание его отца, конфликт между ними обострился настолько, что даже нашёл отражение в культуре — по его мотивам была написана пьеса Фатиха Амирхана «Яшляр».
В 1910 году поступил на юридический факультет Казанского университета, но через год перевёлся на историко-филологический факультет того же университета.
В 1914 году Газиз Губайдуллин женился на дочери купца Рабиге Казаковой. После женитьбы работал преподавателем в ряде учебных заведений, в том числе в медресе «Мухаммадия» в Троицке, финансируемом известным родом миллионеров и деятелей-джадидов Яушевых.
В 1917 году вернулся в Казань, там занимался общественной деятельностью, избирался в Городскую думу, принимал участие в создании Северо-восточного этнографического археологического института. Затем учился в аспирантуре Казанского университета.
В 1921 году на Газиза Губайдуллина был написан ложный донос, и он был арестован, но, впрочем, вскоре отпущен.
В 1925 году был назначен архивистом Азцентргосархива. На основе исследований в Азцентргосархиве были написаны работы «Азербайджанские беки и подвластные им крестьяне», «Феодальные классы и крестьянство в Азербайджане в XIX веке» и «Вакуфные имущества Азербайджана».

### Литературная деятельность
Публиковался с 1907 года. Печатался в журнале «Анг», в котором опубликовал ряд работ в области татарской истории, литературе, педагогике, а также рассказы и фельетоны. Принимал участие в создании изданной в 1915 году фундаментальной работы о Марджани. В 1918 году печатался в газете «Курултай».
Для записи татарского языка использовал арабскую письменность. Ряд работ написал совместно с Али Рахимом.
Написал ряд следующих исторических трудов: «Положение женщины у тюрко-татарских народов с древнейших времен до Тимура» (1914), «История татар» (1925), «Пугачевщина и татары» (1926), «К вопросу о происхождении хазар» (1927), «Падение империи Тимуридов и период узбеков» (1928), «Феодальные классы и крестьянство в Азербайджане в XIX веке» (1930).
Среди написанных Газизом Губайдуллиным работ есть также литературоведческие и социологические, например, «Как понимаете нацию?», «О стихах Сагита Рамиева», «„Молодые сердца“ в современной литературе».

### Арест. Смерть
В феврале 1937 года уволен из Азцентргосархив, вскоре после этого арестован по доносу. Обвинялся в том, что он является «членом „Центра Всесоюзной контрреволюционной пантюркистской организации“, подготовлявшей вооружённое отторжение национальных республик от СССР и создание единого тюркского государства, а также состоит агентом германской, японской и турецкой разведок».
Расстрелян 13 октября 1937 года.
Реабилитирован (посмертно) в 1957 году.

## Семья
- Жена — Рабига Шариповна Губайдуллина, урождённая Казакова (1890—?), уроженка Астрахани, по национальности татарка,  17 октября 1937 арестована НКВД Аз.ССР, 28 декабря 1937 г осуждена ОСО при НКВД СССР как ЧСИР на 5 лет ИТЛ, из бакинской тюрьмы этапирована в АЛЖИР, где находилась с 28.04.1938 по 17.10.1942[6]